# Gotenba

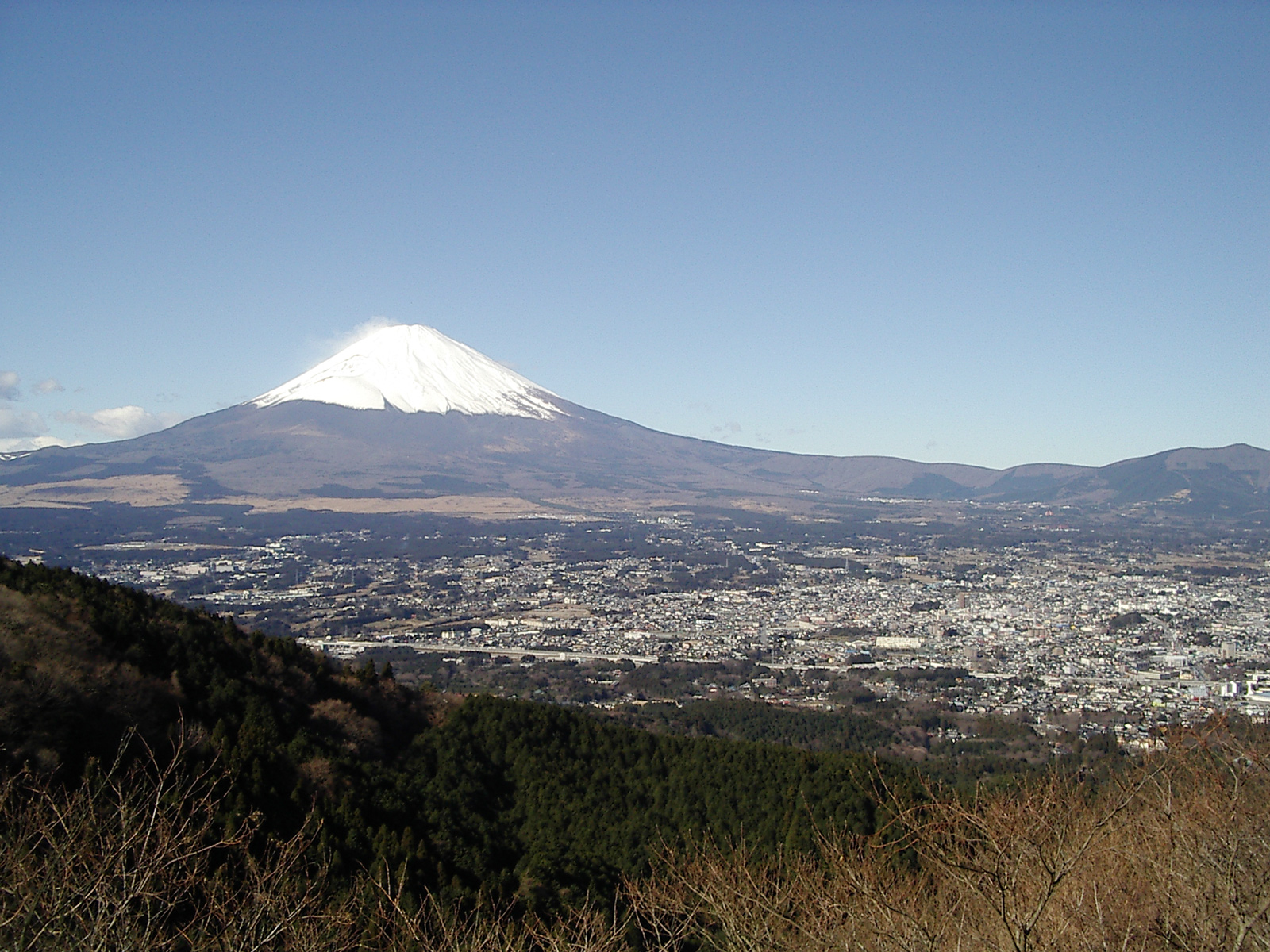
Berg Fuji en de stad Gotenba

Gotenba (Japans: 御殿場市, Gotenba-shi) is een stad in de prefectuur Shizuoka in Japan.

## Demografie
Op 1 februari 2009 had de stad 89.001 inwoners en een bevolkingsdichtheid van 457 inwoners per km². De totale oppervlakte van deze stad is 194,63 km².
De moderne stad werd gesticht op 11 februari 1955. De stad is gelegen op een hoogte tussen 250 en 600 meter en heeft een koel klimaat, met veel regen (gemiddeld 3433 mm per jaar). De stad ontwikkelde zich oorspronkelijk door haar ligging aan de Tokaido-lijn. In de periode voor de Tweede Wereldoorlog lag nabij de stad een belangrijke basis van het Japanse Keizerlijke Leger, en ook tegenwoordig ligt er een basis van de Japanse landmacht. Tegenwoordig is de stad makkelijk bereikbaar door haar ligging aan de Tomei autosnelweg.

## Zustersteden
- - Chambersburg, Pennsylvania, Verenigde Staten - sinds 22 augustus, 1960
- - Beaverton, Oregon, Verenigde Staten - sinds 22 oktober, 1987